# Buncheong

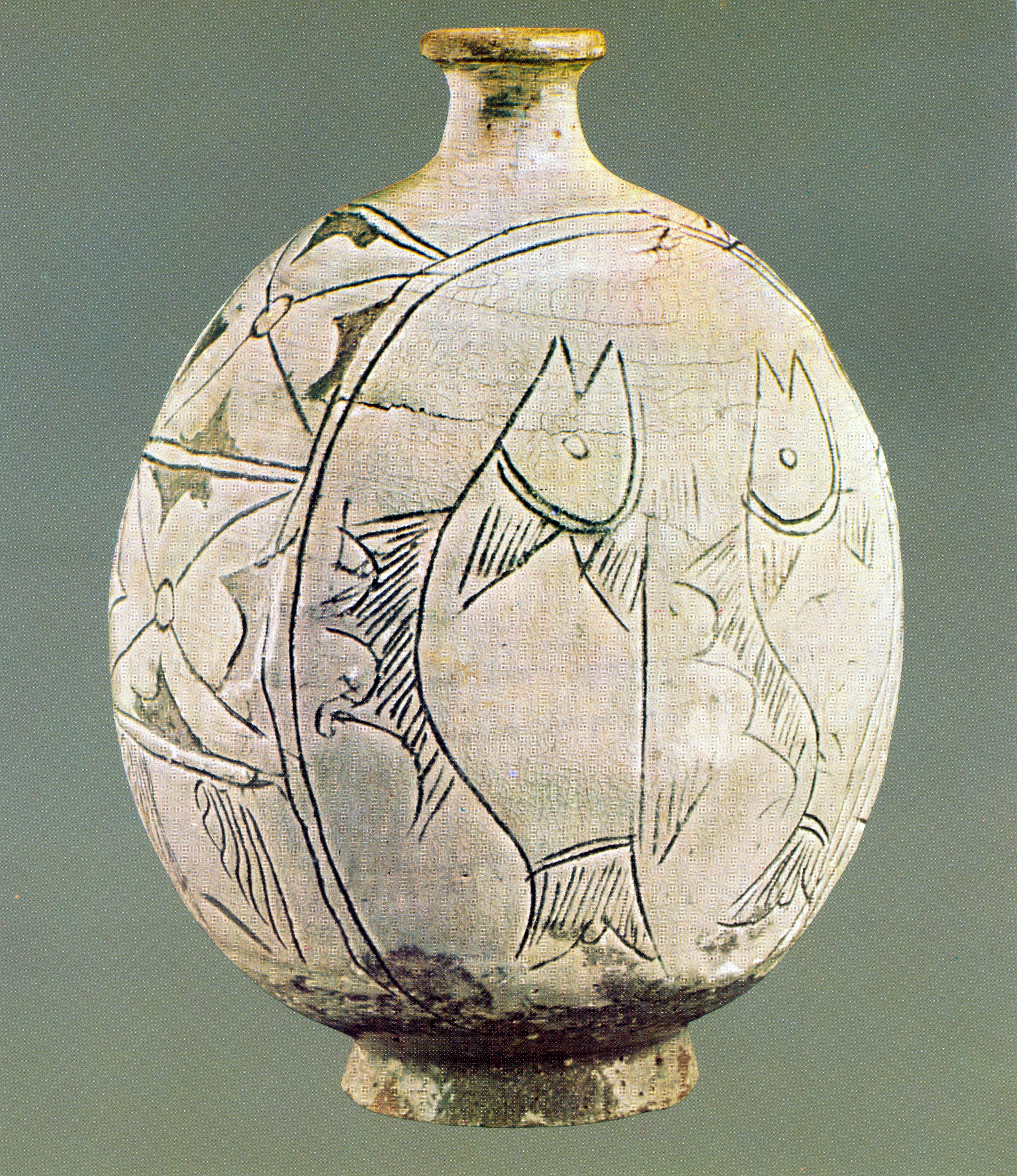
Esempio di buncheong. Museo nazionale della Corea

Il buncheong, o punch'ong (분청?, 粉靑?), è una forma di ceramica coreana tradizionale in grès. 

## Sobrietà e spontaneità
La ceramica buncheong offre l'occasione di una certa spontaneità e manifesta l'originalità del creatore con mezzi di una grandissima sobrietà. Infatti il grès, di colore grigio carbone, è rivestito semplicemente di un ingobbio bianco (sotto vetrina) apposto con il pennello o per bagnatura e che lascia il grès in parte scoperto. Su queste ceramiche, quando sono decorate, i motivi decorativi sono sia dipinti con l'aiuto di un pigmento bruno ferro, sia incisi ed eventualmente dipinti su fondo incavato (champlevé) o scolpito. Il che permette effetti naturali nel movimento del pennello, nella colatura dell'ingobbio e nella velocità del tracciato. Le zone dell'ingobbio eventualmente tolte con cura (champlevé, «scolpite» o grattate) non snaturano mai questa espressione di naturale e di velocità / spontaneità che fanno ancora il loro successo. Lo stile appare all'inizio della dinastia Joseon nel XV secolo, sostituendo in gran parte il celadon nell'uso comune. Corrisponde bene a questa dinastia, fondata da un potente gruppo di letterati ed eruditi della sfera confuciana, guidati da princìpi di austerità e di sobrietà. Questa pratica scompare pressoché interamente dopo il XVI secolo, dopo le invasioni del 1592-1597, nel corso delle quali molti forni furono distrutti e i vasai deportati in Giappone.

### I decori stampati
Ecco la forma più corrente per la ceramica puncheong. La materia di base è una terra di un grigio carbone, cotta dà un grès molto resistente. I decori possono essere variati mediante la molteplicità dei tamponi che servono allo stampaggio incavografico, e alle loro combinazioni. Il motivo «tenda di corda» con crisantemi (al centro della tazza) è utilizzato spesso. La decorazione è stampata fermamente in incavo sul corpo della ceramica. I tamponi utilizzati per produrre questo effetto di corda non lasciano, qui, che piccoli coni un rilievo. Sono utilizzati anche motivi floreali, come i crisantemi, o motivi geometrici. Poi gli incavi sono riempiti di barbottina. In seguito, quando la barbottina è stata raschiata troppo, dopo una prima cottura, è applicata una vetrina trasparente o poco colorata e la tazza ripassata nel forno. Questo tipo di ceramica è chiamata in Giappone mishima.

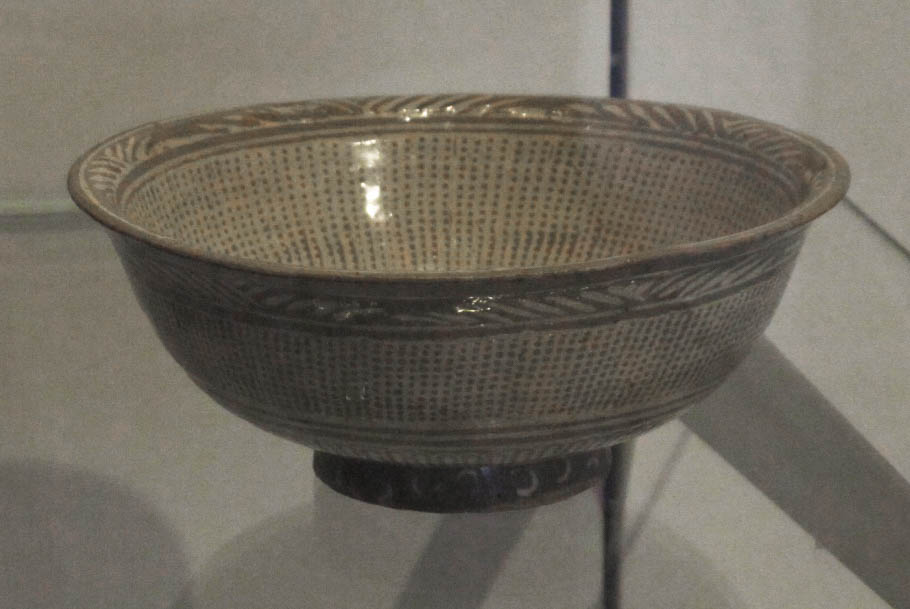
Tazza in grès con decoro con l'ingobbio sotto vetrina grigio-verdastra. Ceramica di tipo punch'ong, D. 18 cm. Dinastia Joseon, XV secolo. British Museum
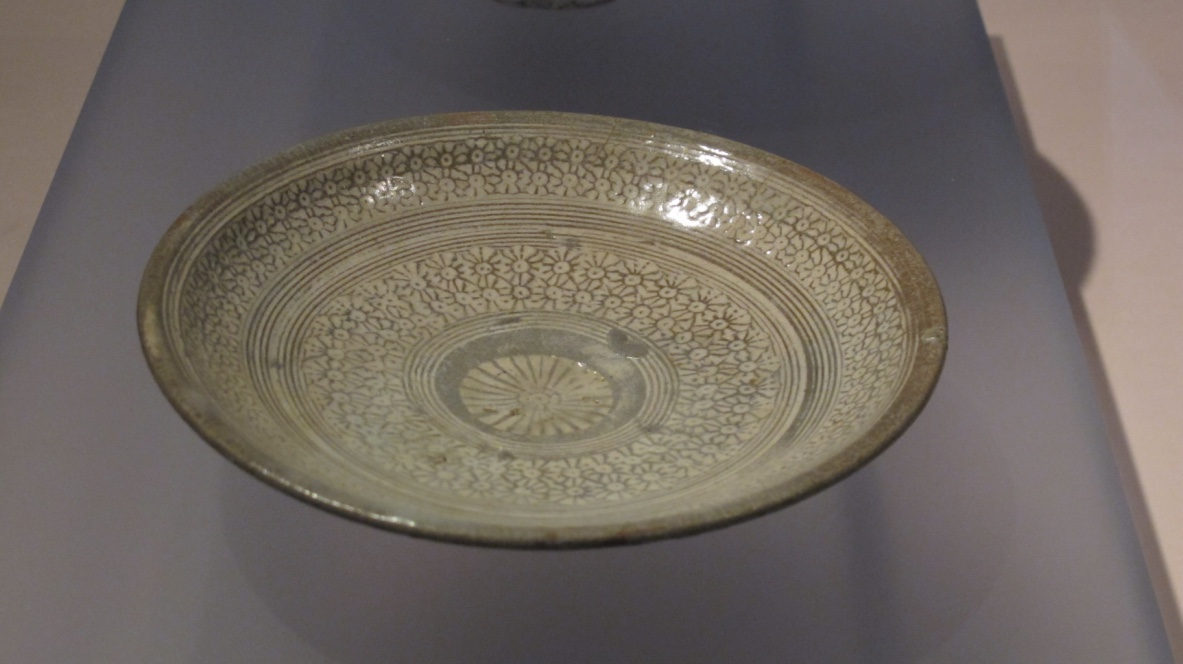
Piatto. Decoro stampato, barbottina bianca su grès con vetrina trasparente[5]. Ceramica di tipo buncheong, D. 16,5 cm. XV secolo. British Museum
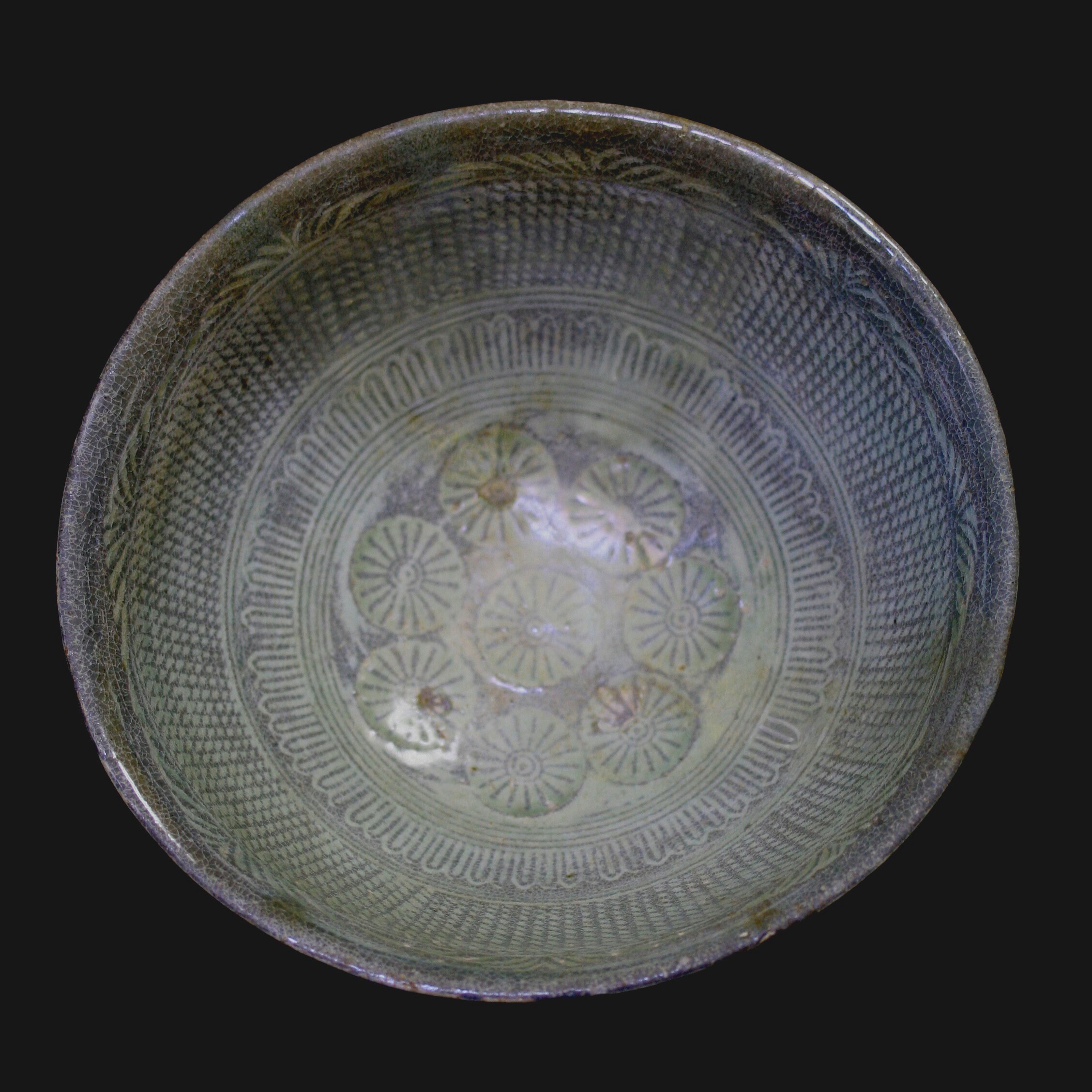
Tazza da tè punch'ong con decoro di corde e crisantemi, stampato sotto coperta celadon. Periodo Joseon, XVI secolo?
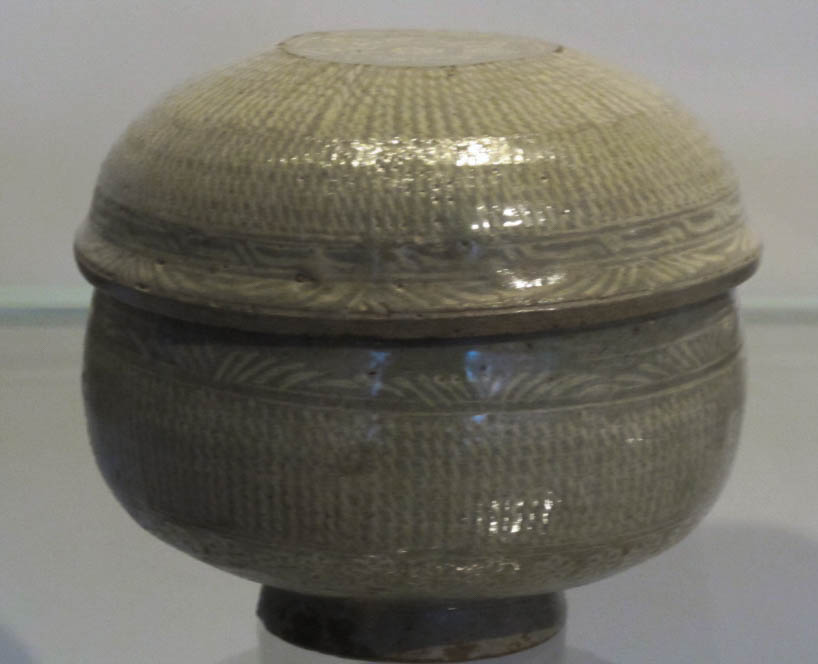
Tazza e coperchio. Periodo Joseon, 1400 - 1500. Ceramica di tipo buncheong. Prestito del Museo nazionale della Corea. British Museum

### I decori dipinti o bagnati
I decori dipinti sono fatti con l'ossido di ferro bruno su un fondo di barbottina bianca e, il tutto, con un gesto rapido del pennello. L'assenza di decorazione ha anche un valore estetico forte, quando l'ingobbio è passato con un grande tratto di pennello o semplicemente per bagnatura nella barbottina bianca. Questi ultimi tipi di ceramica sono chiamati in Giappone hakeme, per designare queste ceramiche coreane, divenute hagi-yaki nella loro interpretazione da parte dei ceramisti giapponesi.
La presenza forzata di questi vasai coreani in Giappone ha permesso lo sviluppo della ceramica associata alla cerimonia del tè (in particolare lo stile hagi-yaki) in Giappone. I primi grès ido sarebbero stati, secondo una tradizione giapponese, realizzati in Giappone dai vasai coreani all'inizio del XVII secolo, servendo da modello ai grès giapponesi di tipo hagi.

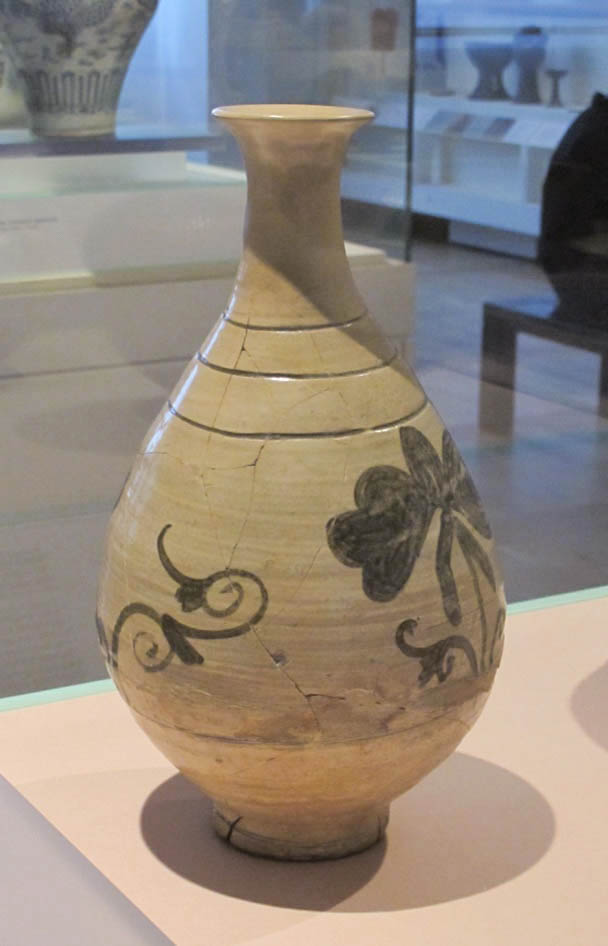
Bottiglia dipinta di tipo buncheong. Decoro di fiori: ossido di ferro bruno sotto vetrina celadon. Joseon, XV-XVI secolo. H. 26 cm. British Museum
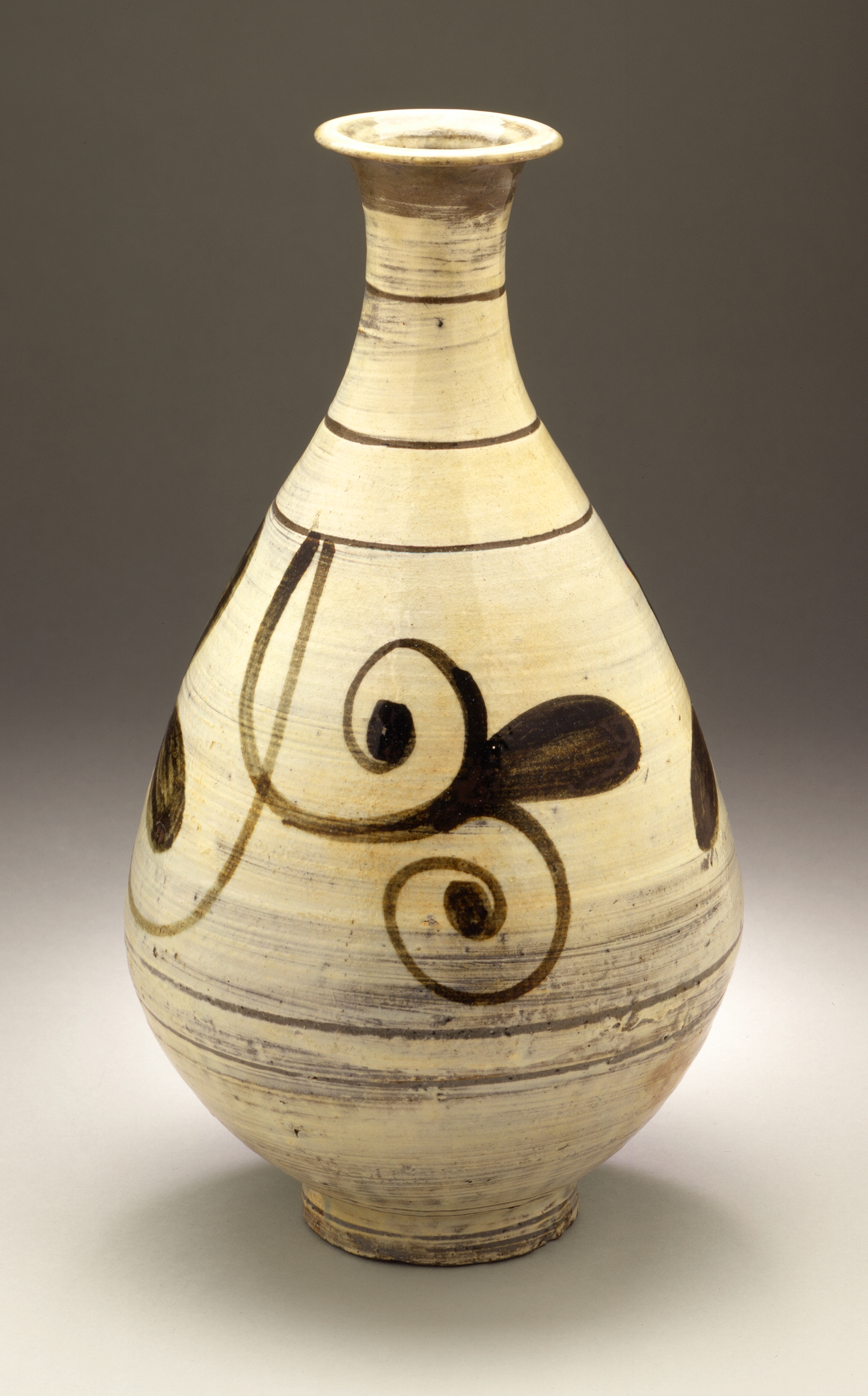
Bottiglia con decoro di fusti frondosi. Grès buncheong dipinto in bruno ferro su barbottina con il pennello. XV-inizio XVI secolo. H. 33 cm. Los Angeles County Museum of Art
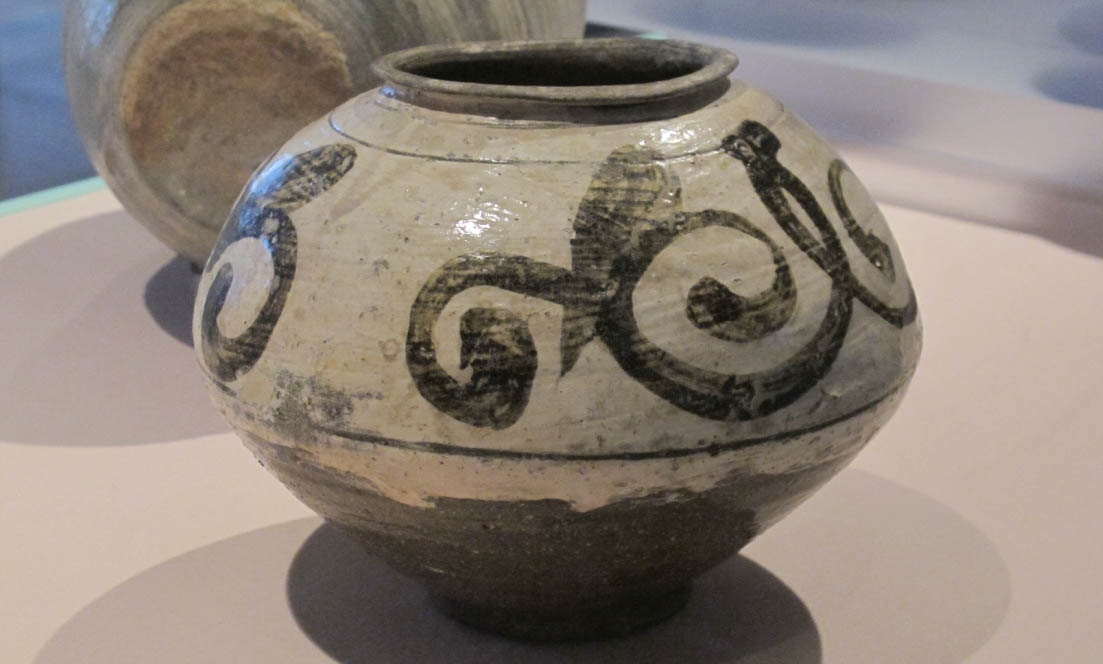
Giara dipinta, stile buncheong, v. 1500. H. 18 cm. Grès e barbottina bianca con decoro di fogliami in bruno ferro sotto vetrina[8]. British Museum
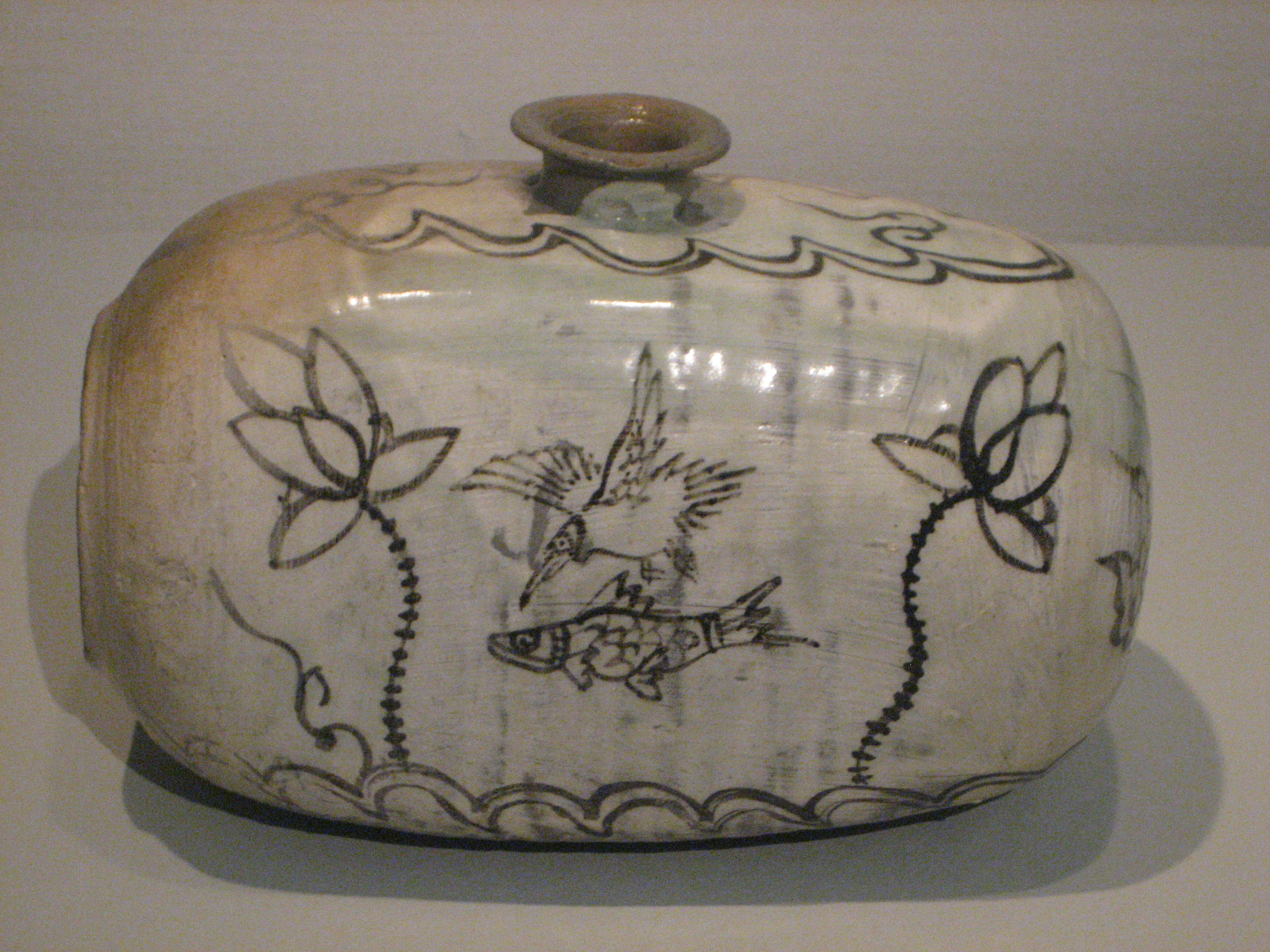
Bottiglia a forma di botte, decoro di pesce, uccello e loto. Dipinto in bruno ferro, fine XV-inizio XVI secolo, Museo della ceramica orientale, Osaka
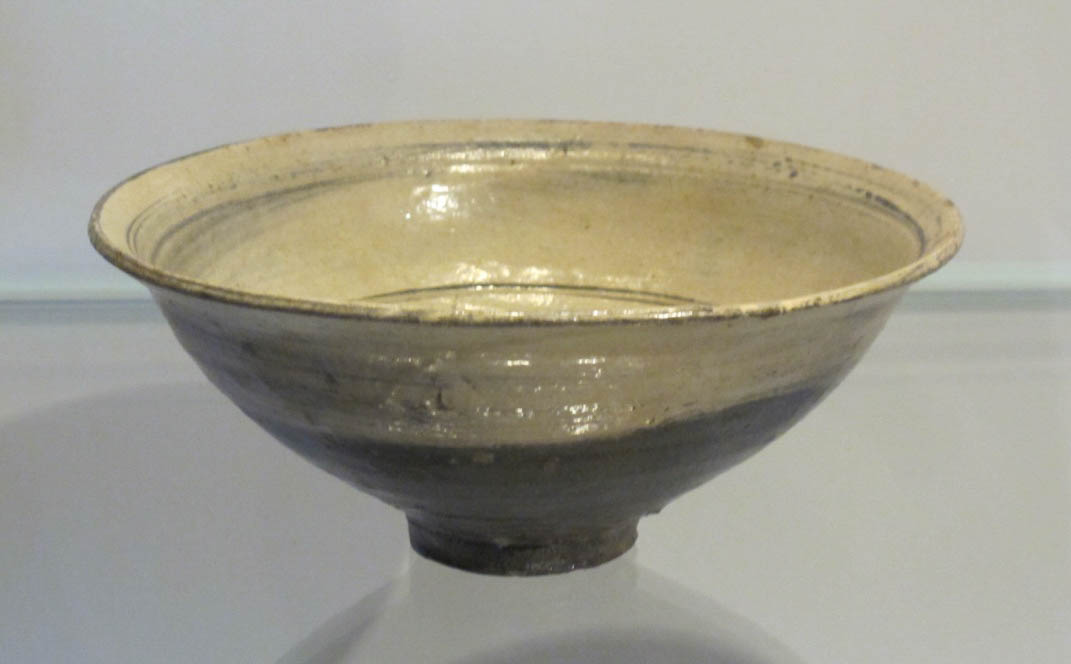
Tazza, grès in stile buncheong, dipinta con la barbottina bianca. Joseon, XVI secolo. British Museum
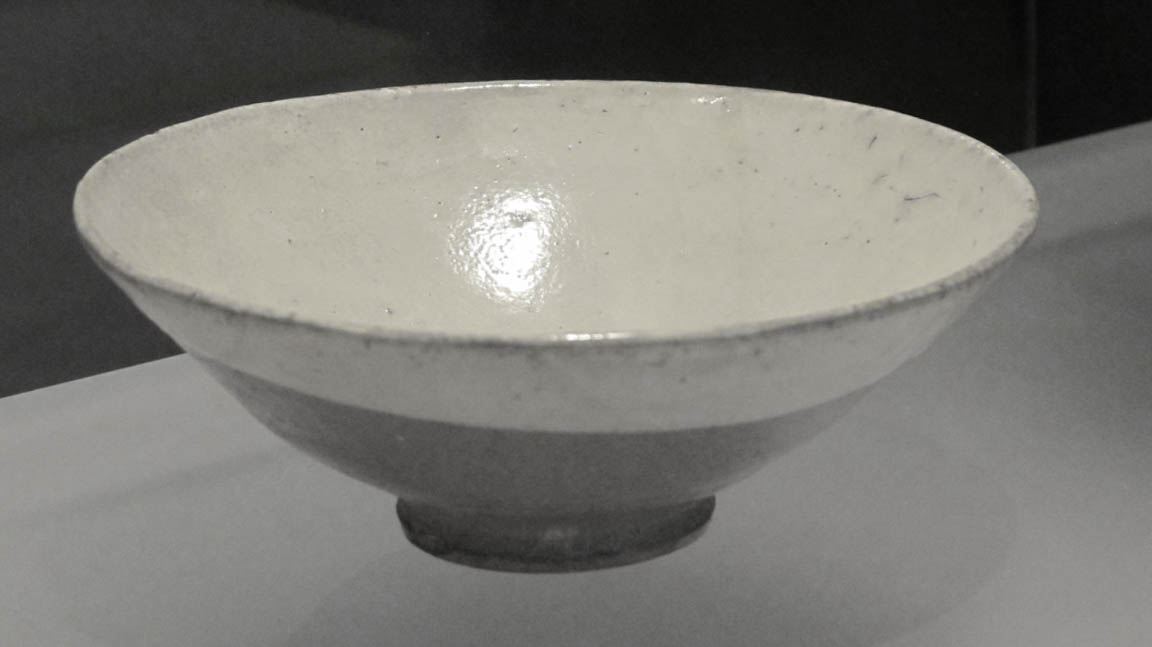
Tazza, grès buncheong bagnato nella barbottina bianca. Periodo Joseon, inizio XVI secolo. D. 16 cm. British Museum
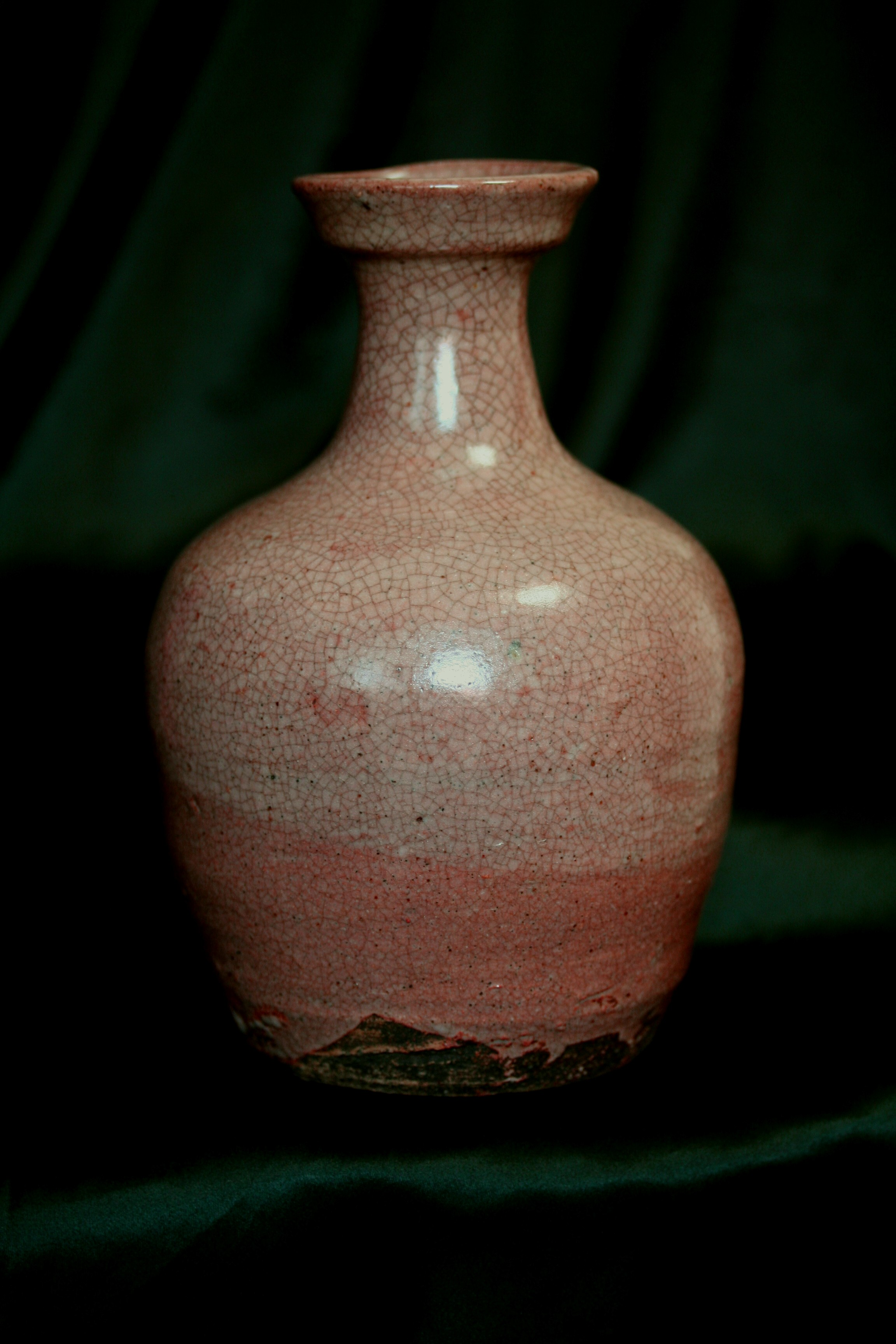
Boccetta da alcol, grès ido. Periodo Joseon. Collezione privata

### I decori cesellati, scolpiti o su fondo incavato

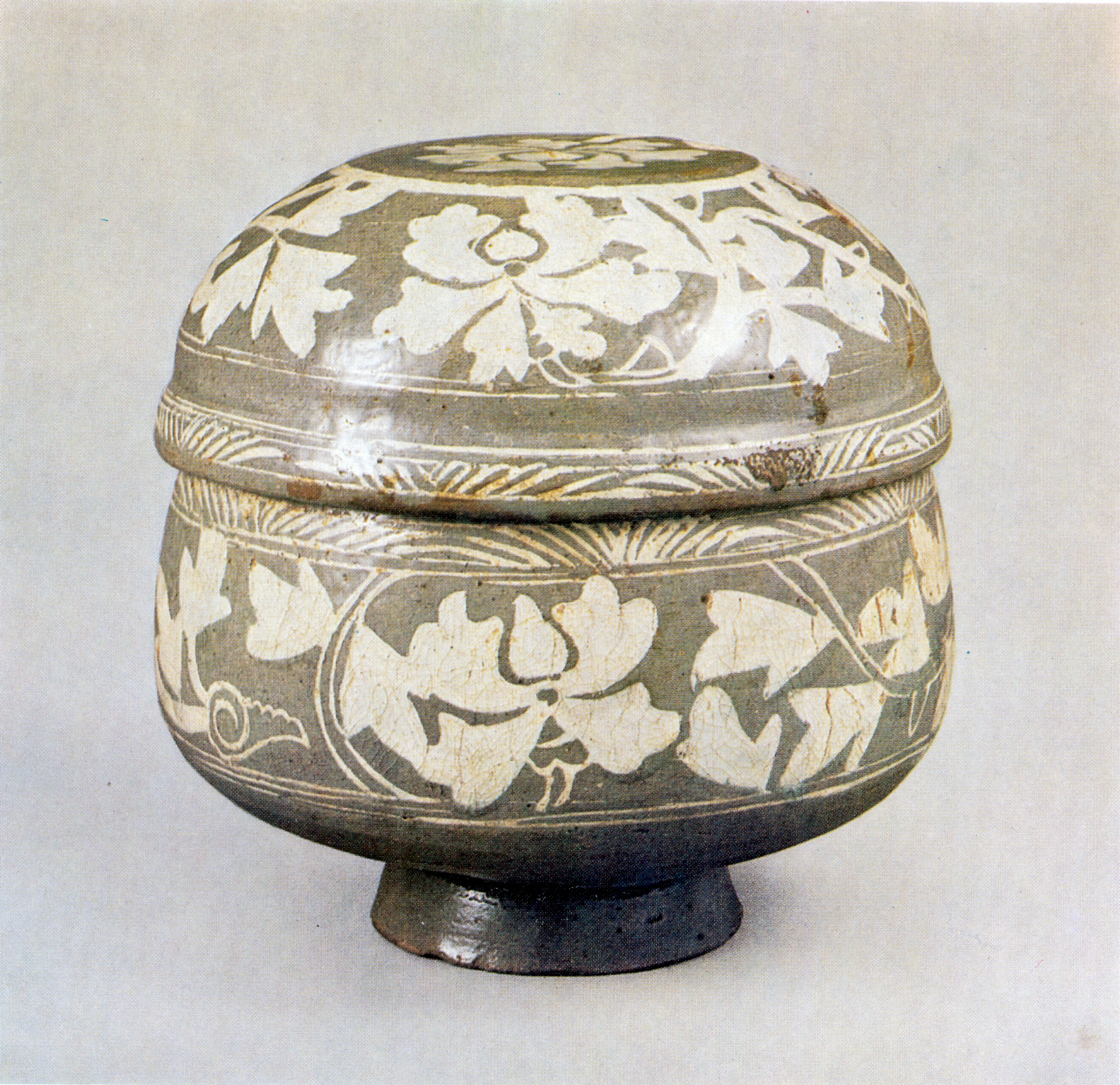
Tazza buncheong con coperchio e decoro di peonie su fondo incavato (champlevé). Museo di arte Gansong
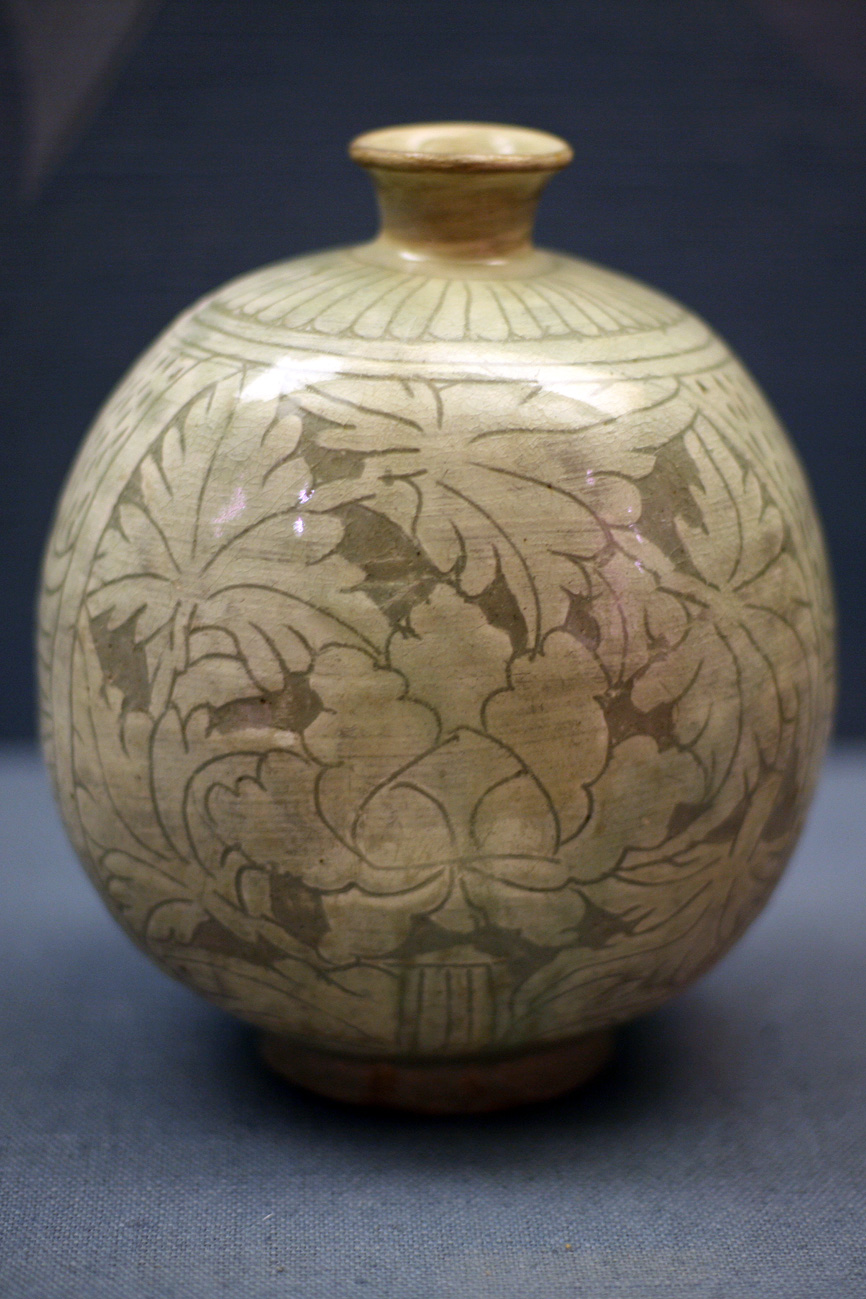
Bottiglia con il motivo di peonie, inciso e scolpito. Bottiglia per alcol. Epoca Joseon, XVI secolo. Brooklyn Museum

Il Museo di arte Samsung Leeum a Seul ospita una collezione permanente di ceramica buncheong così come il Museo nazionale della Corea. Il British Museum ne espone begli esemplari.